# Mykänsaari
Mykänsaari är en ö i Finland. Den ligger i sjön Haukivesi och i kommunerna Rantasalmi, Heinävesi och Heinävesi och landskapet Södra Savolax, i den sydöstra delen av landet, 280 km nordost om huvudstaden Helsingfors. Öns area är 1,5 hektar och dess största längd är 240 meter i sydöst-nordvästlig riktning.